# غضنفری (خواف)
غضنفری روستایی از توابع بخش جلگه زوزن شهرستان خواف در استان خراسان رضوی ایران است.

## جمعیت
این روستا در دهستان کیبر قرار داشته و بر اساس سرشماری سال ۱۳۸۵ جمعیت آن (۴۸خانوار) ۱۹۴نفر
بوده است.